# Positive Black Soul

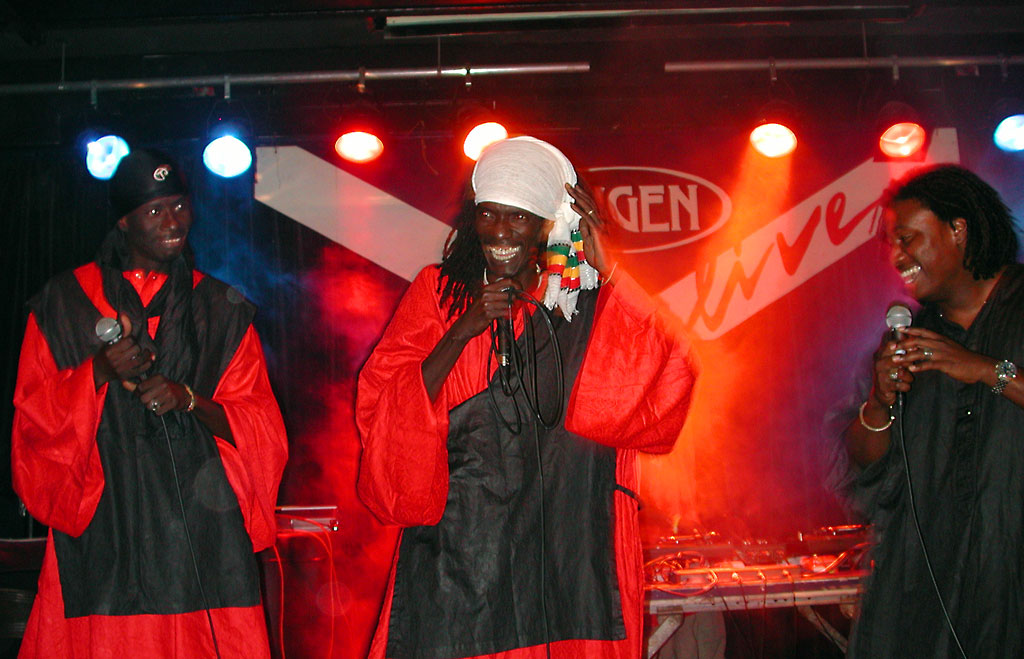
Positive Black Soul im Wiener Reigen (2003)

Positive Black Soul ist eine Hip-Hop-Band aus Dakar, Senegal. Die Vertreter des Seneraps waren die erste Band der afrikanischen Hip-Hop-Szene, die internationale Erfolge feiern konnte.

## Werdegang
Die Gruppe besteht seit 1989. Die beiden Mitglieder Doug-E Tee und Didier Awadi (Didier 'dj' Awadi; Didier `DjDj` Awadi) waren Anführer von zwei rivalisierenden Jugendgangs in Dakar. Dabei zeichnete sich die eine Gruppe durch den muslimischen Glauben aus, während der anderen Gruppe Christen angehörten. Nachdem sie sich lang anhaltende musikalische Auseinandersetzungen geliefert hatten, bemerkten sie, dass sie mehr Gemeinsames als Trennendes hatten, und gründeten eine gemeinsame Crew. Sie selbst sagen, sie seien musikalisch sowohl von der musikalischen Kultur Afrikas als auch von IAM, A Tribe Called Quest, Gang Starr, Boogie Down Productions und von MC Solaar beeinflusst worden. Zu ihrer speziellen Form der Musik sagen sie auch: „Rap ist ein Kind der Sklaven, in Afrika wurde es geboren, in Amerika ist es groß geworden.“
Der Bandname sollte englisch sein, damit er international verständlich wäre, PBS rappen in Englisch, Französisch und Wolof. Die Kassette und der Song Boul Fale (Wolof: Scheißegal) von 1994 brachte ihnen erste Bekanntheit in Senegal. Anfang der 1990er veranstaltete der gebürtige Senegalese MC Solaar verschiedene Hip-Hop-Partys in Dakar, auf denen auch PBS auftraten. Nachdem es ihnen gelungen war, einige Konzerte in Frankreich und Belgien zu spielen, bekamen sie über die Vermittlung von MC Solaar einen Plattenvertrag beim Major-Label Mango Records. Das Album war ein überraschender Erfolg und wurde von einer Tour durch Westafrika, Europa und Amerika gefolgt.

## Diskografie

### Kassetten
- 1994: Boul Fale
- 1995: Boul Bes
- 1996: Salaam
- 1996: Daw Thiow
- 1997: Fo Deuk
- 1997: Senerap-Freestyle no 1
- 1997: New York-Paris-Dakar
- 1998: Wakh Feign

### CDs
- 1995: Salaam
- 1997: Fodeuk (mit David Murray)
- 2001: Xoyma
- 2001: Run Cool
- 2003: New York/Paris/Dakar